# Лапин (хутор)
Лапин — хутор в Киквидзенском районе Волгоградской области России, в составе Дубровского сельского поселения.

## География
На хуторе имеются три улицы: Луговая, Набережная и Центральная.

## Население
| 2010 |
| ---- |
| 54   |